# Beas de Guadix

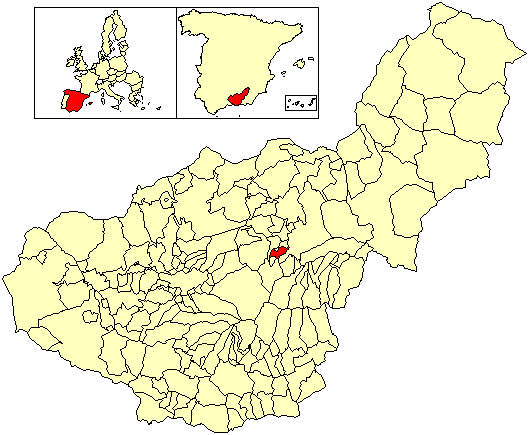
Localização de Beas de Guadix

Beas de Guadix é um município da Espanha na província de Granada, comunidade autónoma da Andaluzia, de área 16,24 km² com população de 379 habitantes (2007) e densidade populacional de 23,34 hab./km².

## Demografia
| Variação demográfica do município entre 1991 e 2004 | Variação demográfica do município entre 1991 e 2004 | Variação demográfica do município entre 1991 e 2004 | Variação demográfica do município entre 1991 e 2004 |
| --------------------------------------------------- | --------------------------------------------------- | --------------------------------------------------- | --------------------------------------------------- |
| 1991                                                | 1996                                                | 2001                                                | 2004                                                |
| 416                                                 | 397                                                 | 378                                                 | 367                                                 |